# 安乐站 (韩国)
安樂站（：／ Allak yeok */?）是廣域電鐵東海線沿線的一座鐵路車站，位於韓國釜山廣域市東萊區安樂洞。

## 車站結構
站體為2面2線側式月台的地面車站。

### 月台配置
| ↑ 東萊     |
| \| １      |
| 釜山院洞 ↓ |

| 月台 | 路線            | 目的地                                   |
| ---- | --------------- | ---------------------------------------- |
| 1    | ●广域电铁东海线 | 栽松、Centum、新海雲臺、日光、太和江方向 |
| 2    | ●广域电铁东海线 | 東萊、教大、巨堤、釜田方向               |

## 歷史
- 1989年8月16日：落成啟用。
- 2002年12月2日：因釜山地鐵2號線通車，東西通勤列車停駛。
- 2016年12月30日：東海南部線鐵路複線电气化工程完工，編入東海本線並迁至距起点站（釜山鎮站）10.7公里处，广域电铁东海线开始運行[1][2]。

## 車站周邊
- 安進初等學校
- 安樂市場
- 韓國電力公社東萊支社

## 圖片

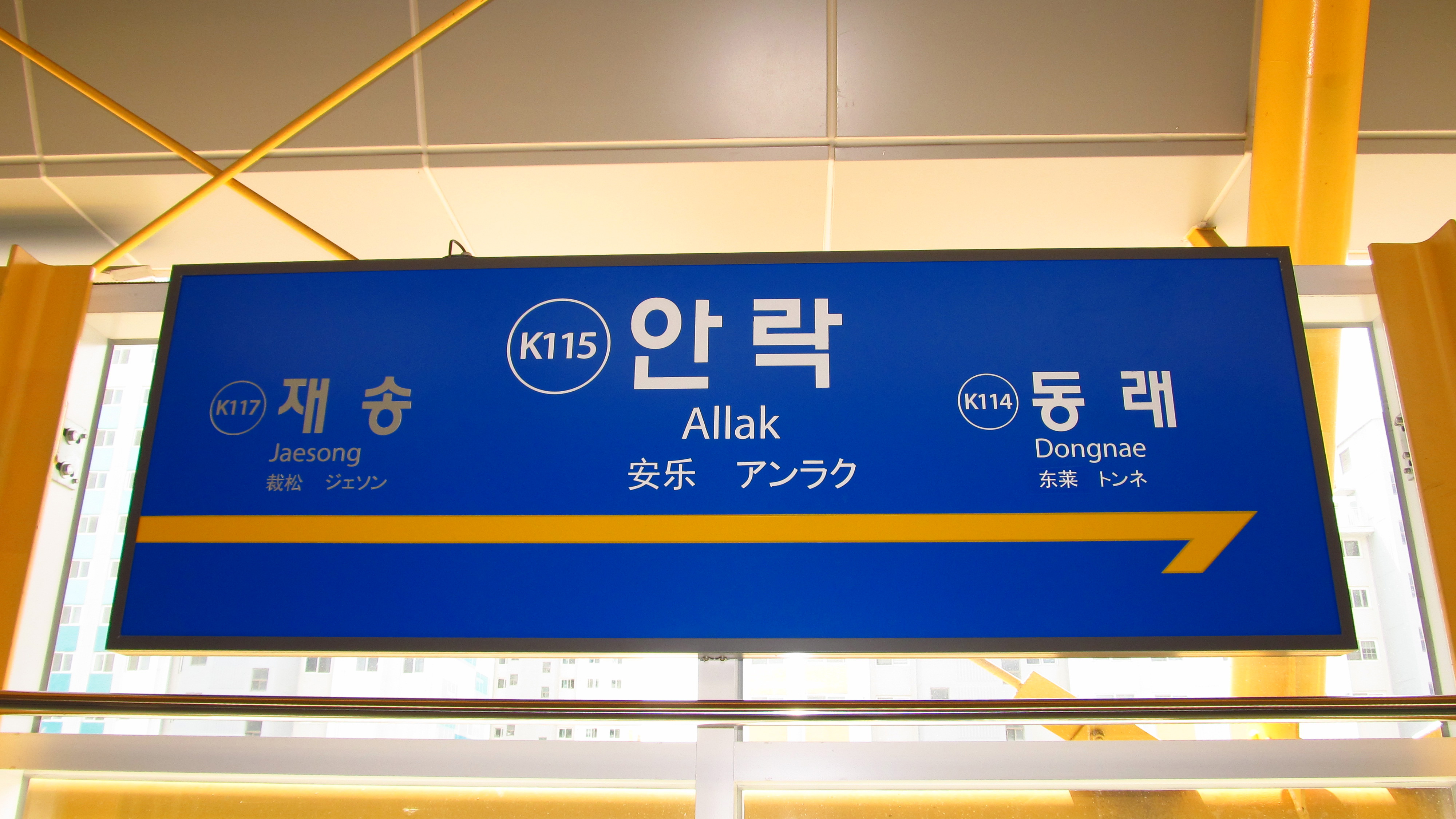
站名牌
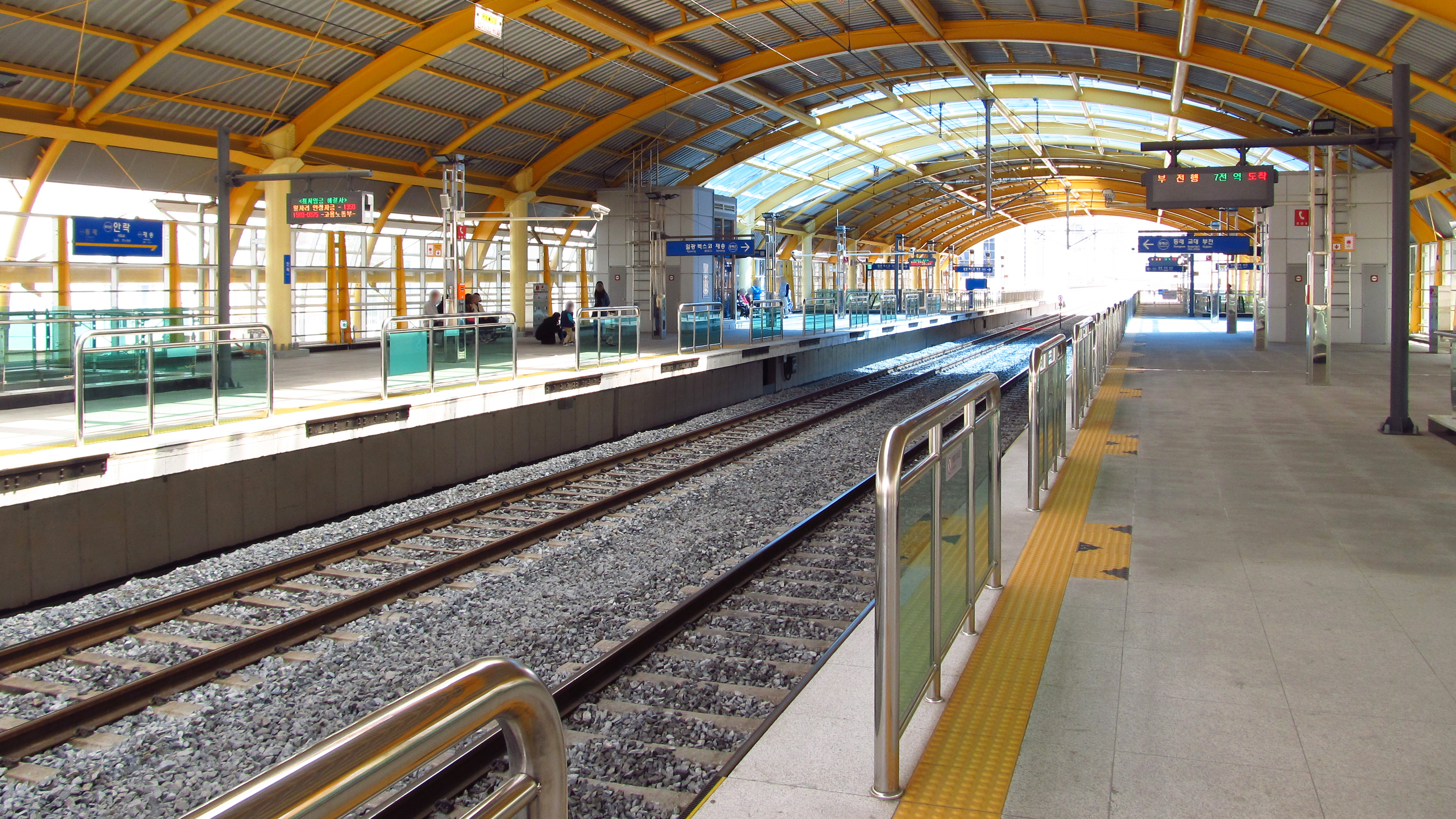
候車月台
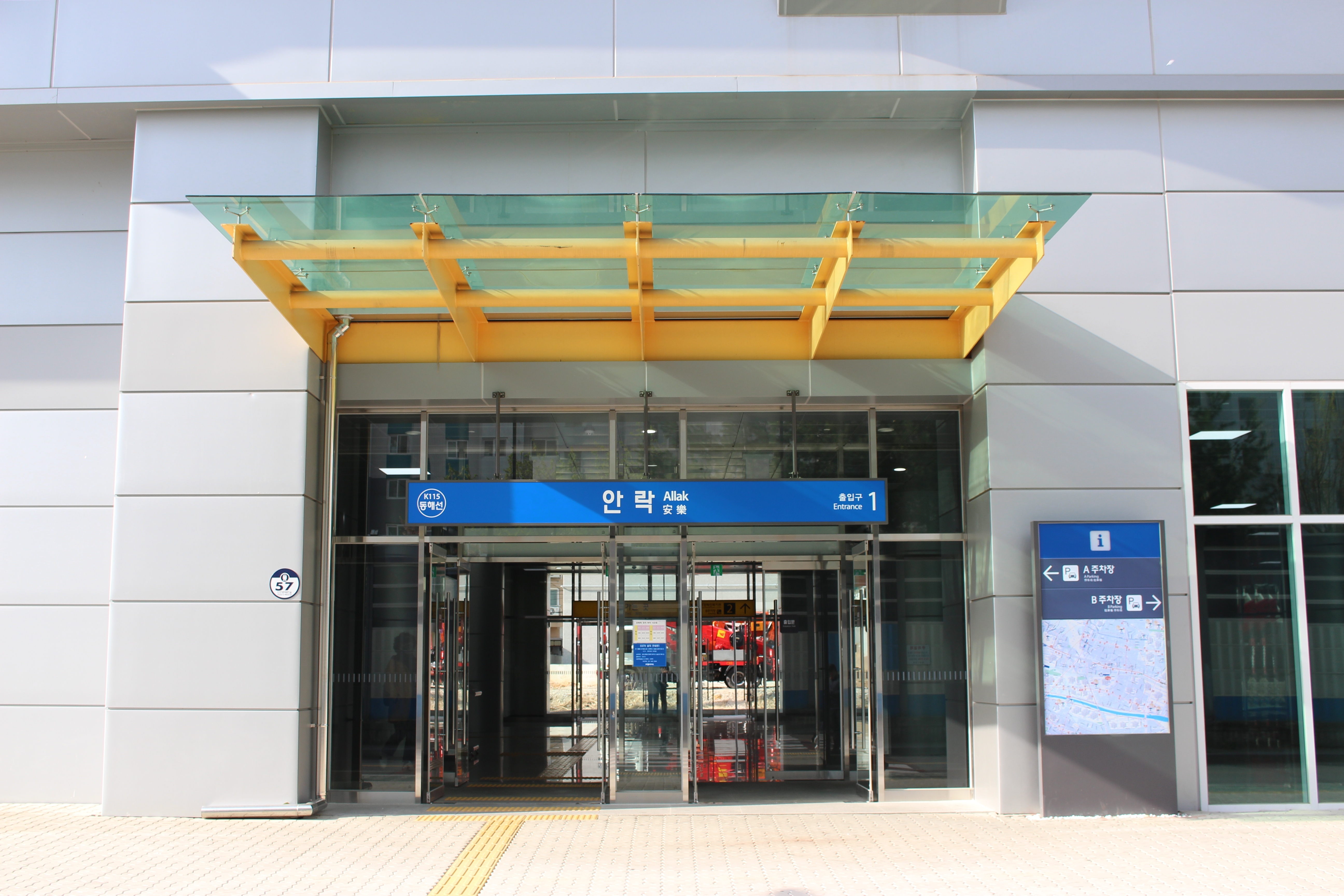
1號出口
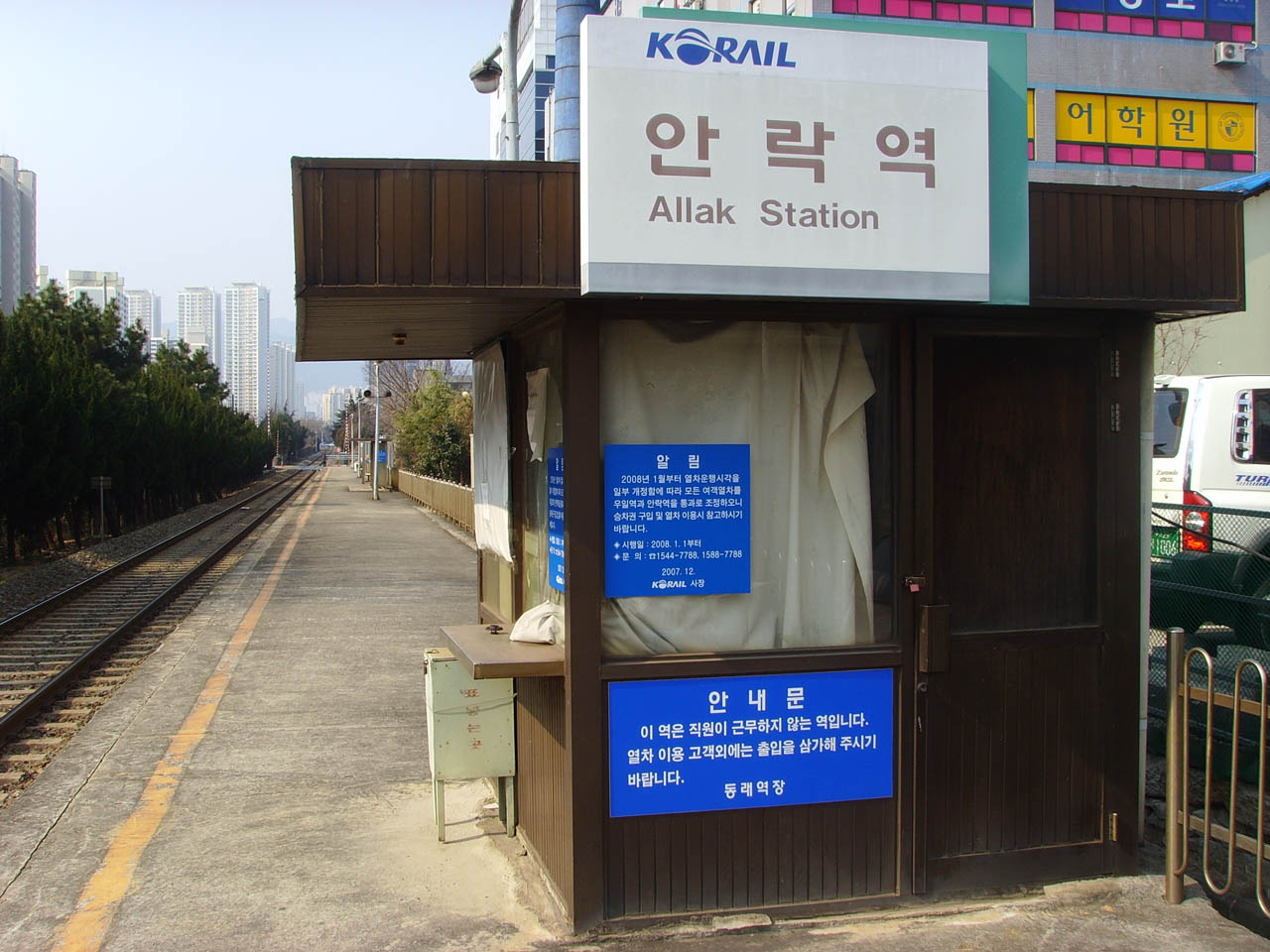
東海南部線舊站房

## 相鄰車站
韓國鐵道公社
●广域电铁东海线
東萊（K114）－安樂（K115）－釜山院洞（K116）